# 25817 Tahilramani
25817 Tahilramani è un asteroide della fascia principale. Scoperto nel 2000, presenta un'orbita caratterizzata da un semiasse maggiore pari a 3,0886628 UA e da un'eccentricità di 0,1658826, inclinata di 1,25063° rispetto all'eclittica.